# Tetracis edmondsii
Tetracis edmondsii là một loài bướm đêm trong họ Geometridae.